# Corbula sulcata
Corbula sulcata är en musselart. Corbula sulcata ingår i släktet Corbula och familjen korgmusslor. Inga underarter finns listade i Catalogue of Life.